# حجر صب

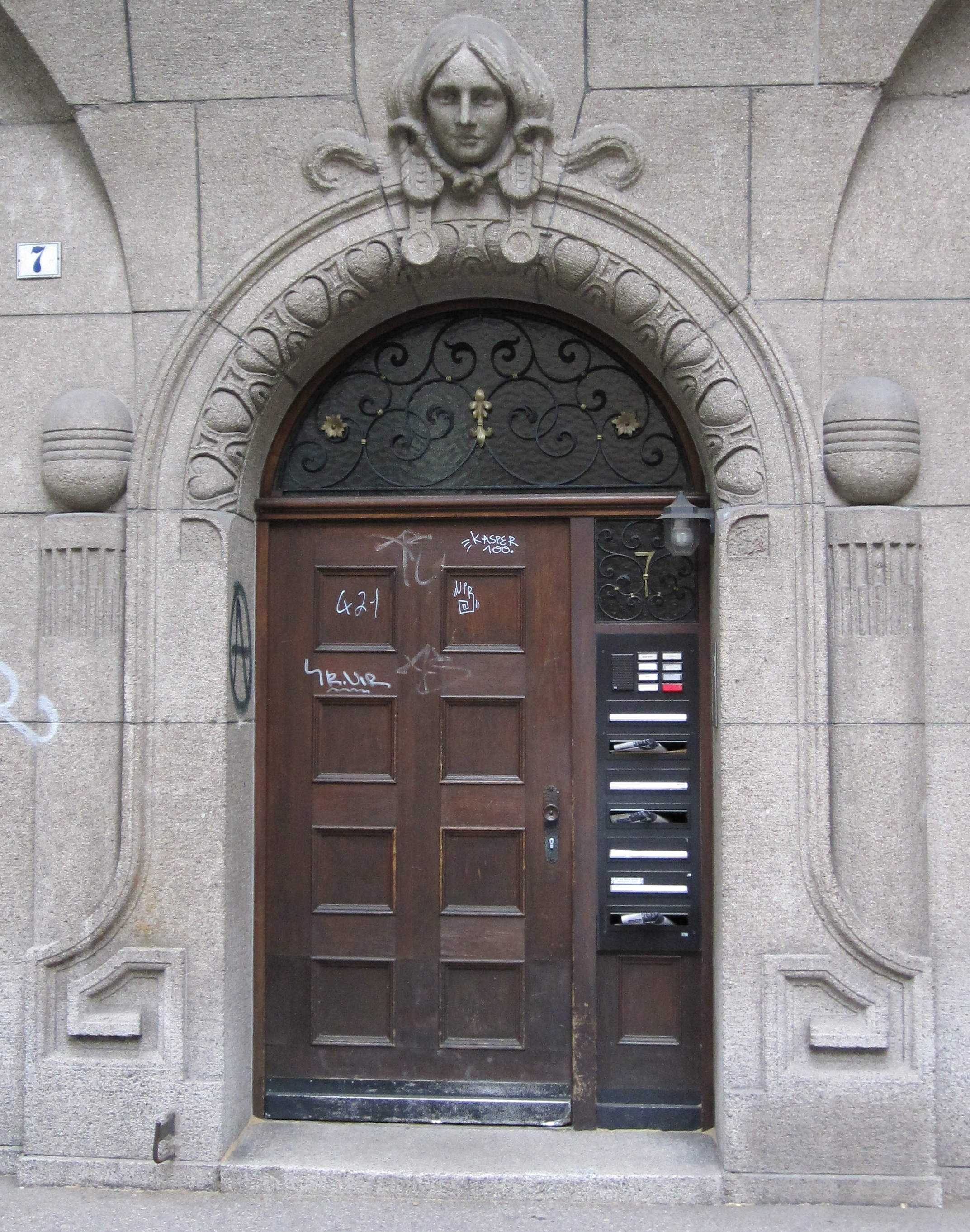
مدخل ألماني بالحجر المصبوب

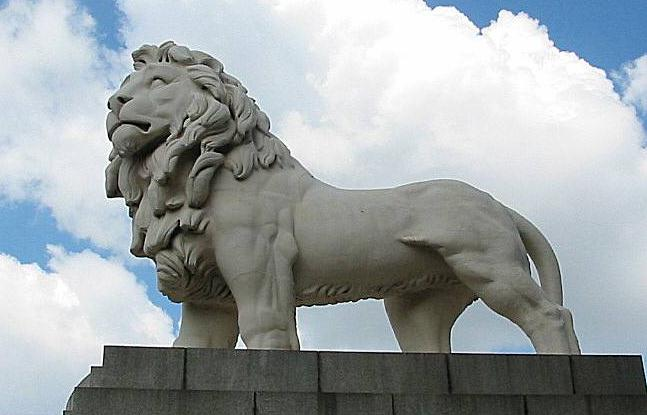

حجر الصب أو الحجر المصبوب مادة بناء عالية الدقة وهو شكل من أشكال الخرسانة مسبقة التصنيع تُستخدم حجرًا يهدف إلى محاكاة الحجر الطبيعي المقطوع. يستخدم للسمات المعمارية: تقليم ، أو زخرفة ؛ واجهة المباني أو الهياكل الأخرى أو فن التماثيل وفي حديقة الزينة. يمكن صنع الحجر المصبوب من الأسمنت الأبيض و / أو الرمادي أو الرمال المصنعة أو الطبيعية أو الحجر المسحوق أو الحصى الطبيعية ملونًا بأصباغ تلوين معدنية. قد يحل الحجر المصبوب محل أحجار البناء الطبيعية الشائعة مثل الحجر الجيري والحجر البني والحجر الرملي والحجر الأزرق والأغبل والأردواز والمرجان وحجر الترافرتين.